# Sébastien Amiez
Sébastien Amiez (Moûtiers, 6 de mayo de 1972) es un deportista francés que compitió en esquí alpino.
Participó en tres Juegos Olímpicos de Invierno, entre los años 1994 y 2002, obteniendo una medalla de plata en Salt Lake City 2002, en la prueba de eslalon.
Ganó una medalla de plata en el Campeonato Mundial de Esquí Alpino de 1997, en la prueba de eslalon. En la Copa del Mundo consiguió una victoria y diez podios en total.
Se retiró de la competición en 2007. Posteriormente, trabajó como comentador deportivo para la cadena RMC.

## Palmarés internacional
| Juegos Olímpicos   | Juegos Olímpicos                | Juegos Olímpicos | Juegos Olímpicos |
| Año                | Lugar                           | Medalla          | Prueba           |
| ------------------ | ------------------------------- | ---------------- | ---------------- |
| 2002               | Salt Lake City (Estados Unidos) | Medalla de plata | Eslalon          |
| Campeonato Mundial |                                 |                  |                  |
| Año                | Lugar                           | Medalla          | Prueba           |
| 1997               | Sestriere (Italia)              | Medalla de plata | Eslalon          |